# Heimweh nach Deutschland
Heimweh nach Deutschland ist ein im Norden Afrikas spielendes, deutsches Kriegs- und Fluchtdrama aus dem Jahre 1954. Unter der Regie des Naturfilmers Bernhard Redetzki spielen Albert Lieven, Arno Assmann, Petra Peters und Ingrid Lutz die Hauptrollen.

## Handlung
Nordafrika 1942/43. Feldmarschall Erwin Rommels Afrikakorps ist gescheitert, der deutsche Vormarsch in Richtung Osten kam vor El Alamein zum Erliegen. Unter den deutschen Wehrmachtssoldaten, die in Gefangenschaft geraten befindet sich auch Unteroffizier Fred Berger. Da er, wie der Filmtitel verrät, aber Heimweh nach Deutschland hat und es ihn zu Mutter nach Hause zieht, bricht er kurzerhand aus dem Lager aus. In der Wüste ausgedörrt, ausgehungert und fast verdurstet gestrandet, rettet ihn ein undurchsichtiger Zeitgenosse namens Pertrides vor einem grausamen Tod. Dankbar schließt sich Fred Berger diesem Mann an, der auf dem Weg in den Libanon ist. In Beirut soll Berger für ihn arbeiten. Erst spät bemerkt der Deutsche, dass sein Retter ein wahrer Schurke, ein Rauschgiftschmuggler, ist.
Hin- und hergerissen zwischen der Dankbarkeit gegenüber seinem Lebensretter, der ihm hier in der Diaspora ein sorgenfreies Leben ermöglicht, und der Skrupellosigkeit des Drogendealers, versucht sich Berger einer Entscheidung zu entziehen, in dem er sich ganz auf sein eigentliches Ziel fokussiert: Die Rückkehr nach Deutschland. Weder Pertrides noch Berger ahnen, dass man der Schmugglerbande bereits auf die Spur ist. Der Archäologie-Professor Ashar und der als Kellner getarnte Kriminalbeamte Erik Olsen versuchen Petrides das schmutzige Handwerk zu legen, wobei sie schließlich auch auf die Beihilfe Bergers zurückgreifen können. Als der Schurke sich in die Enge getrieben sieht, versucht er sich seiner Strafe durch Freitod zu entziehen. Fred Berger kann endlich nach Deutschland heimkehren und seine Mutter in die Arme schließen. Und in der Nichte des Archäologie-Professors, Marion Ashar, hat er überdies seine große Liebe gefunden.

## Produktionsnotizen
Die Dreharbeiten zu Heimweh nach Deutschland fanden in dem Schonger-Filmstudio in Inning am Ammersee sowie im Frühjahr 1954 an zahlreichen Schauplätzen im Libanon (Beirut, Jounieh, Les Cedres, Nahr al-Kalb, Harissa, Baalbek, Bikfaya, Beit Mery) im Norden Afrikas (El Alamein, Tripolis) und in Syrien (Damaskus) statt. Die Uraufführung war am 28. Oktober 1954 in Stuttgart, Berliner Premiere am 25. Dezember desselben Jahres.
Dr. Hanns Ritter übernahm die Herstellungsleitung, Max Gierke die Produktionsleitung. Curt Stallmach entwarf die wenigen Filmbauten.

## Kritik
„Ein unglaubwürdiger Abenteuerfilm, ebenso fantasielos wie spannungsarm inszeniert, allenfalls in einigen optischen Akzenten reizvoll. Die Themen Krieg und Gefangenenschicksal werden im Stil einer echten Schnulze mit entsprechendem Heimweh-Lied eingeflochten.“